# (30444) Shemp
(30444) Shemp (2000 NY1) – planetoida z pasa głównego asteroid okrążająca Słońce w ciągu 4,62 lat w średniej odległości 2,77 j.a. Odkryta 5 lipca 2000 roku.